# Castelgaillard
Castelgaillard ist eine französische Gemeinde mit 56 Einwohnern (Stand 1. Januar 2022) im Département Haute-Garonne in der Region Okzitanien (zuvor Midi-Pyrénées). Die Einwohner werden als Castelgaillardois bezeichnet.

## Geographie
Umgeben wird Castelgaillard von den sechs Nachbargemeinden: 
|           | Mauvezin                                    | Riolas           |
| Coueilles | Kompassrose, die auf Nachbargemeinden zeigt |                  |
| Agassac   | Fabas                                       | Labastide-Paumès |

## Weblinks

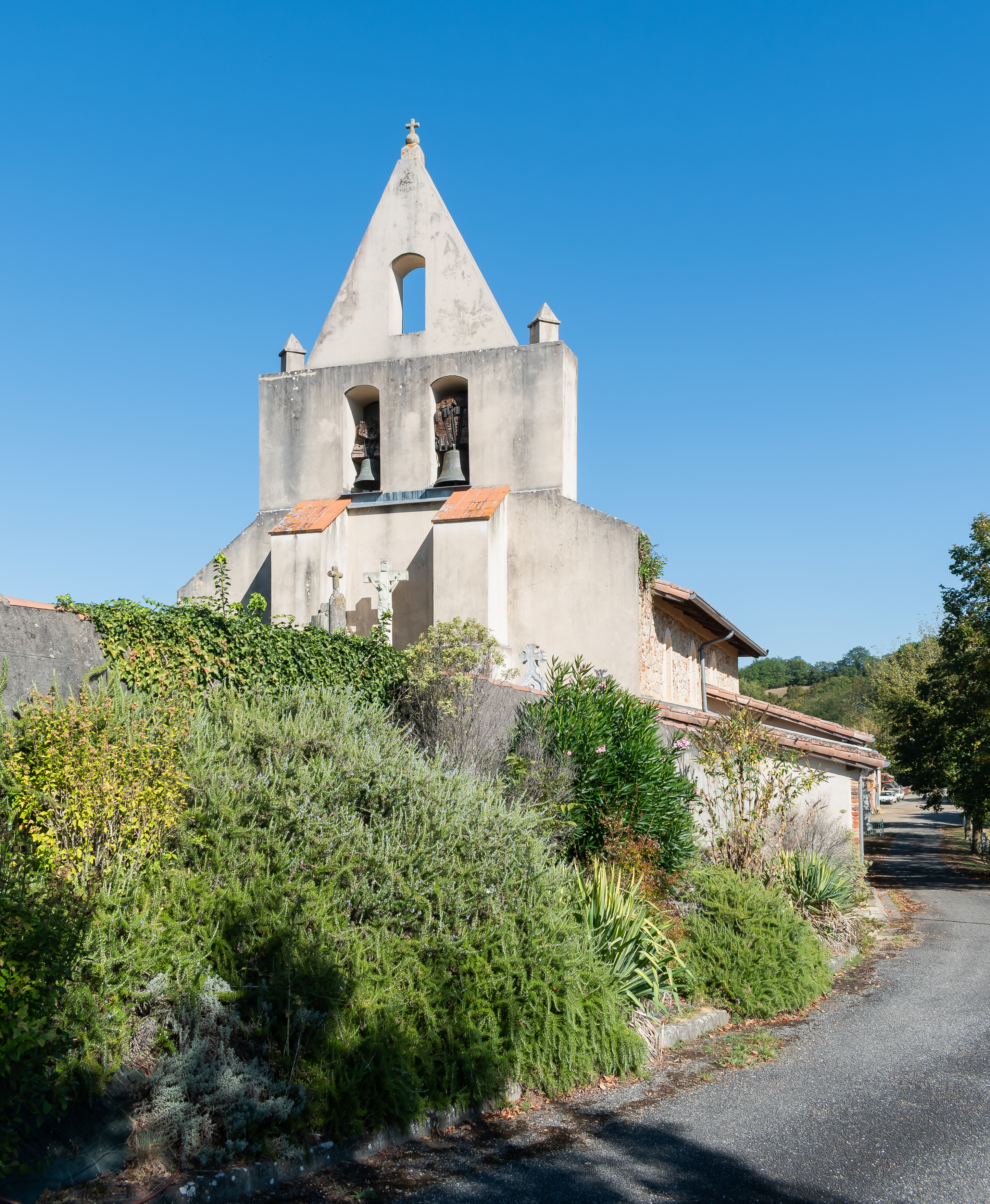
Kirche St-Martin

## Bevölkerungsentwicklung
| Jahr                      | 1962 | 1968 | 1975 | 1982 | 1990 | 1999 | 2009 | 2014 | 2016 | 2019 |
| ------------------------- | ---- | ---- | ---- | ---- | ---- | ---- | ---- | ---- | ---- | ---- |
| Einwohner                 | 120  | 115  | 100  | 84   | 67   | 67   | 58   | 63   | 61   | 59   |
| Quelle: Cassini und INSEE |      |      |      |      |      |      |      |      |      |      |

## Sehenswürdigkeiten
- Kirche St-Martin
- Schloss
- Windmühle